# 大眼狼牙脂鯉
大眼狼牙脂鯉（学名：Acestrorhynchus grandoculis）為輻鰭魚綱脂鯉目脂鯉亞目狼牙脂鯉科的其中一個種，分布於南美洲亞馬遜河、奧里諾科河及黑河流域，體長可達10.8公分，棲息在河川底中層水域，生活習性不明。